# Русов Михайло Олександрович
Миха́йло Олекса́ндрович Ру́сов (* 1876, Чернігів — † 1909) — український політичний діяч.

## З життєпису
Син Олександра Русова та Софії Русової. Брат Юрія Русова.
Освіту здобув у Херсонській та Харківській прогімназіях. Вчився у Харківському університеті.
Драгоманівець і прихильник еволюційного соціалізму.
Восени 1897 року, разом з Дмитром Антоновичем, Юрієм Коллардом, Боніфатієм Камінським, Панасом Андрієвським, Олександром Коваленком та іншими, стає співзасновником «Харківської Української студентської громади». Ця організація, на початку 1900 року, стала родоначальницею Революційної Української Партії, ідеологом якої був Микола Міхновський. Активний діяч української студентської громади в Харкові (1897 — 1900).
За участь у студентських заворушеннях у лютому 1901 року Русова виключили з університету та вислали до Полтави, де він зазнав ув'язнення. По звільненні емігрував за кордон. Навчався в Лейпцизькому університеті.
Ініціатор і один із засновників Революційної української партії, діяч УСДРП.
Співредактор закордонних журналів РУП «Гасло» і «Селянин».
Передчасно помер унаслідок тяжкої хвороби.
Статті на політичні теми, з етнографії, географії та археології.